# Slasher (serie de televisión)
Slasher es una serie de televisión canadiense antológica de terror. Es la primera serie original de la cadena estadounidense Chiller estrenada el 4 de marzo de 2016. En Canadá se estrenó el 1 de abril de 2016.
Los derechos de licencia para la segunda temporada fueron adquiridos por Netflix. La temporada fue lanzada como una "serie de original de Netflix" en varios países el 17 de octubre de 2017. La segunda temporada titulada Slasher: Guilty Party se centra en un grupo de ex consejeros de un campamento de verano que regresan a un campamento aislado para enterrar sus pecados del pasado, antes de ser atacados, uno por uno, por un "asesino" desconocido . En agosto de 2018, Netflix renovó la serie para una tercera temporada que se estrenó el 23 de mayo de 2019. En noviembre de 2020, la serie fue renovada para una cuarta temporada, en esta ocasión emitida por Shudder, que se estrenó el 12 de agosto de 2021.
En febrero de 2022, la serie fue renovada para una quinta temporada, que se estrenó el 6 de abril de 2023.

## Antecedentes
Slasher emplea un formato de antología de una temporada, con una historia de misterio que se resolverá a la conclusión de la temporada. Aaron Martin, el creador/productor de la serie, reconoció haber ganado inspiración para el formato de American Horror Story, afirmando que, si Slasher tuviera temporadas subsiguientes, el estilo AHS de historias autónomas sería usado junto con, idealmente, la dependencia de tantos actores de temporadas anteriores como sea posible para retratar nuevos papeles.
Martin "pretende contar "una historia del monstruo de hoy en día Slasher, la combinación de tres de sus géneros favoritos: el misterio de asesinato contemporánea (al estilo de   Broadchurch), las obras de Agatha Christie (uno de los autores favoritos de crimen de Martin), y las clásicas películas slasher que creció (viendo). En términos de este último, Martin ha mencionado específicamente las influencias de Halloween e It Follows en el uso de una encarnación misteriosa singular que es responsable de una serie de asesinatos. No querer que el asesino del programa sea "una criatura mitológica" (ya que siente que los asesinos en la mayoría de las películas slasher no tienen mucho misterio que los rodea), Martin también utiliza elementos de la tradicional whodunit en Slasher: los personajes de la serie, muchos de los cuales tienen antecedentes misteriosos — y sus propias razones para posiblemente ser el asesino — se presentan, exploran y eliminan de la consideración, uno por uno (ya sea a través de la muerte o el proceso natural deductivo), hasta que el asesino "demasiado humano" y sus motivaciones para sus acciones se revelan.

## Argumento

### Primera temporada: El verdugo (2016)
Sarah Bennett y su marido Dylan se mudan de nuevo a la ciudad de su nacimiento, Waterbury, y en la antigua casa de sus padres. En esa casa, en la noche de Halloween de 1988, sus padres, Bryan y Rachel, fueron asesinados. Rachel estaba embarazada de Sarah en el momento de su asesinato, con la policía descubriendo al asesino que tenía a la recién nacida Sarah en brazos. El regreso de Sarah a Waterbury es bienvenido con el inicio de una serie de asesinatos de un imitador, que parecen estar en manos de "El Verdugo".
Los siete pecados capitales
En busca de información sobre sus avistamientos de "El Verdugo" y los asesinatos que ha cometido, Sarah ha hecho visitas al asesino original en la cárcel, Tom Winston. Tom sugiere a Sarah que aunque la mayoría de los residentes de Waterbury proyectan una capa de amistad, inocencia y rectitud, muchos de ellos albergan oscuros secretos, incluyendo los padres de Sarah. Durante estas conversaciones, Tom expresa ideas sobre lo que es un tema común de la "primera temporada de Slasher" — los siete pecados capitales. Tomando información de Sarah sobre los antecedentes de las víctimas y la naturaleza de sus muertes, Tom proporciona sugerencias sobre qué pecado las víctimas pueden haber violado; Sarah comenzaría a emplear este enfoque sin la ayuda de Tom en episodios posteriores.
Así como Tom se declaró "el mensajero del Señor" en un video de un interrogatorio de la policía en 1988 después de asesinar a los padres de Sarah, cree en el día de hoy que el nuevo Verdugo se ha convertido en libertador autodidacta del castigo "Bíblico" a aquellos que él o ella cree que han cometido uno de los siete pecados capitales en su pasado, empleando métodos que son apropos a las naturalezas individuales de los pecados mortales. La víctima futura Alison Sutherland conseguiría que "El Verdugo" admitiera esto en una entrevista: Alison pregunta por qué "El Verdugo" sería tanto pecador como todos los demás y violaría uno de los mandamientos de Dios para no matar; "El Verdugo" contesta que Dios sólo ordenó no matar a los inocentes, y que sus víctimas no son inocentes. Tom ha sugerido a Sarah, que "El Verdugo" ha cometido un pecado mortal por sí mismo, siendo cegado por el orgullo ("el más grande de los pecados").

### Segunda temporada: Los culpables (2017)
El horrible secreto que guardan un grupo de ex-monitores de un campamento de verano desde hace mucho tiempo, saldrá a la luz cuando deciden construir un complejo vacacional en la zona donde ellos asesinaron brutalmente a una de sus excompañeras. Ahora, deben regresar a un lugar aislado en pleno invierno para recuperar las pruebas del crimen que cometieron en su juventud. En lo profundo del desierto cubierto de nieve, el campo degradado ahora se ha convertido en una comunidad espiritual privada, separada de la civilización por el clima, el hielo y la elección. En poco tiempo, el grupo y los miembros de la comuna se encuentran horriblemente atacados por alguien, o algo, para una horrible venganza. El aislamiento de la ubicación comienza a desgastar las relaciones y expone secretos sorprendentes; a medida que empeora el clima invernal, también lo hace la espeluznante juerga del asesino.

### Tercera temporada: Solsticio (2019)
Un joven es brutalmente asesinado durante el día más largo del año, el solsticio de verano, frente a su edificio de apartamentos, rodeado de testigos que no hacen nada para ayudar. Un año después, el terror golpea al complejo de apartamentos una vez más cuando alguien busca una venganza sangrienta contra los vecinos y testigos que no hicieron nada para ayudarlo. Y ahora una aterradora figura encapuchada, conocida como El Druida, comienza a cazarlos uno por uno para conseguir su aterradora venganza.

### Cuarta temporada: Carne y Sangre (2021)
Sigue a una familia adinerada pero disfuncional que hará una reunión en una isla apartada. Sus viejas heridas y rivalidades competitivas estallan cuando la familia se da cuenta de que un asesino enmascarado está en la isla, con la intención de eliminarlos cruelmente uno por uno.

### Quinta temporada: Destripador (2023)
Slasher: Ripper  transcurre a finales del siglo XIX, donde hay un asesino acechando en las calles, pero en lugar de apuntar a los pobres y oprimidos como Jack el Destripador, The Widow está impartiendo justicia contra los ricos y poderosos. La única persona que se interpone en el camino de este asesino es el detective recién ascendido Kenneth Rijkers, cuya creencia férrea en la justicia puede terminar siendo otra víctima.

## Elenco y personajes
| Actor / actriz      | Personajes por temporada | Personajes por temporada | Personajes por temporada | Personajes por temporada | Personajes por temporada |
| Actor / actriz      | El Verdugo               | Los culpables            | Solsticio                | Carne y sangre           | Destripador              |
| ------------------- | ------------------------ | ------------------------ | ------------------------ | ------------------------ | ------------------------ |
| Katie McGrath       | Sarah Bennett            |                          |                          |                          |                          |
| Brandon Jay McLaren | Dylan Bennett            |                          |                          |                          |                          |
| Steve Byers         | Cam Henry                |                          |                          |                          | Andrew May Jr.           |
| Patrick Garrow      | Tom Winston              |                          |                          | Ray Craft                |                          |
| Dean McDermott      | Iain Vaughn              | Alan Haight              | Dan Olenski              |                          |                          |
| Christopher Jacot   | Robin Turner             | Antoine                  |                          | Seamus Galloway          | Terrence Crenshaw        |
| Mary Walsh          | Verna McBride            |                          |                          |                          |                          |
| Enuka Okuma         | Lisa-Ann Follows         |                          |                          |                          |                          |
| Erin Karpluk        | Heather Peterson         |                          | Kaili Greenberg          |                          |                          |
| Wendy Crewson       | Brenda Merrit            |                          |                          |                          |                          |
| Leslie Hope         |                          | Judith Berry             |                          |                          |                          |
| Lovell Adams-Grey   |                          | Peter Broome             |                          |                          |                          |
| Jim Watson          | Alan Henry (joven)       | Noah Jenkins             | Xander Lemmon            |                          |                          |
| Paulino Nunes       |                          | Mark Rankin              | Frank Dixon              |                          |                          |
| Ty Olsson           |                          | Benny Ironside           |                          |                          |                          |
| Joanne Vannicola    | Debbie                   | Renée                    | Amber Ciotti             | Amber Ciotti             | Enid Jenkins             |
| Sebastian Pigott    |                          | Owen Turnbull            |                          |                          |                          |
| Madison Cheeatow    |                          | Keira                    |                          |                          |                          |
| Melinda Shankar     |                          | Talvinder Gill           |                          |                          |                          |
| Kaitlyn Leeb        |                          | Susan Lam                |                          |                          |                          |
| Rebecca Liddiard    |                          | Andi Criss               |                          |                          |                          |
| Paula Brancati      | Jana Singer              | Dawn Duguin              | Violet Lickers           | Christy Martin           | Viviana Botticelli       |
| Salvatore Antonio   |                          |                          | Angel Lopez              |                          | Salomé                   |
| Lisa Berry          |                          |                          | Det. Roberta Hanson      |                          | Dra. Melanda Israel      |
| Genevieve DeGraves  |                          |                          | Cassidy Olensky          | Cathy Madison            |                          |
| Gabriel Darku       |                          |                          | Connor Rijkers           |                          | Det. Kenneth Rijkers     |
| Mercedes Morris     |                          |                          | Jen Rijkers              |                          | Shanika                  |
| Ilan Muallem        |                          |                          | Joe Lickers              |                          |                          |
| Baraka Rahmani      |                          |                          | Saadia Jalalzai          |                          |                          |
| Rosie Simon         |                          |                          | Amy Chao                 |                          |                          |
| A.J. Simmons        |                          |                          |                          | Vincent Galloway         |                          |
| Alex Ozerov         |                          |                          |                          | Theo Galloway            |                          |
| Jeananne Goossen    |                          |                          |                          | Dra. Persephone Trinh    |                          |
| Maria del Mar       |                          |                          |                          | Annette Galloway         |                          |
| Rachael Crawford    |                          |                          |                          | Grace Galloway           |                          |
| Sabrina Grdevich    | Nancy Vaughn             |                          |                          | Florence Galloway        | Venetia Botticelli       |
| Sydney Meyer        |                          |                          |                          | Liv Vogel                |                          |
| David Cronenberg    |                          |                          |                          | Spencer Galloway         |                          |
| Thom Allison        |                          |                          |                          | Curator                  | Georges Rondeau          |
| Jefferson Brown     | Trent McBride            | Gene                     | Wyatt                    | Merle                    | Horatio Dixon            |
| Daniel Kash         |                          |                          |                          |                          | Isaac Kashtinsky         |
| Sadie Laflamme-Snow |                          |                          |                          |                          | Verdi Botticelli         |
| Clare McConnell     |                          |                          |                          |                          | Regina Simcoe            |
| Brandon Oakes       |                          |                          |                          |                          | Eddie Jacobs             |
| Eric McCormack      |                          |                          |                          |                          | Basil Garvey             |

### Primera temporada: El verdugo

#### Principales
- Katie McGrath como Sarah Bennet, una artista que regresa con su marido a Waterbury, donde se convierte en propietaria de su propia galería de arte. Ella comienza a buscar cómo y por qué los asesinatos se están produciendo.[13][16] El creador Aaron Martin ha descrito a Sarah como más de un tipo de Nancy Drew que el de una clásica "chica final" comúnmente encontrada en películas de terror.[11]
- Brandon Jay McLaren como Dylan Bennet, marido de Sarah y editor en jefe del periódico local, Boletín de Waterbury.[13][16]
- Steve Byers como Cam Henry, un miembro de la policía de Waterbury.[13][15][16]
- Patrick Garrow como Tom Winston, el Verdugo original, que mató a los padres de Sarah en 1988 y que asesora a Sarah, sobre el asesinato del nuevo Verdugo en la actualidad.[17]
- Dean McDermott como Ian Vaughn, el jefe de policía de Waterbury.[13][16]
- Christopher Jacot como Robin Turner,  marido de Justin y amigo de Sarah.[15]

#### Recurrentes
- Jessica Sipos como June Henry, esposa de Cam, que trabaja como paramédico, y muestra celos en Sarah.
- Erin Karpluk como Heather Peterson, mujer del pueblo atormentada y obsesionada con la desaparición de su hija Ariel, que ocurrió 5 años atrás.[18]
- Rob Stewart como Alan Henry, el padre de Cam, un pastor de la iglesia y el sobreviviente/testigo del asesinato de los padres de Sarah.
- Mayko Nguyen como Alison Sutherland, editora del Boletín de Waterbury y jefe de Dylan.[15]
- Wendy Crewson como Brenda Merritt, la abuela materna de Sarah, que vuelve a Waterbury para cuidar de Sarah y Dylan.[13][15][16]
- Jefferson Brown como Trent McBride, sobrino de Verna, expareja de June Henry y un entusiasta cazador y de la taxidermia.
- Enuka Okuma como Lisa Ann Follows, una abogada de justicia penal reconvertida en una periodista y conductora de un talk show en Nueva York.
- Mark Ghanimé como Justin Faysal, el esposo de Robin que compró varias propiedades en Waterbury, incluyendo la ubicación del escaparate que sirve como galería de arte de Sarah.
- Mary Walsh como Verna McBride, vecina de Sarah y Dylan, que juzga casi inmediatamente a dos.[19]
- Dylan Taylor como Bryan Ingram, el padre de Sarah.
- Alysa King como Rachel Ingram, la madre de Sarah
- Victoria Snow como Sonja Edwards, examiga de la infancia de Brenda y su víctima prevista en un incidente en la fiesta de graduación de 1968.
- Hanna Endicott-Douglas como Ariel Peterson, la hija desaparecida de Heather.
- Shawn Ahmed como Sharma, un oficial de la policía de Waterbury.
- Booth Savage como Ronald Edwards, el alcalde de Waterbury.
- Susannah Hoffman como Marjorie Travers, una prostituta y drogadicta.

### Segunda temporada: Los culpables

#### Principales
- Leslie Hope como Judith Berry, miembro de la secta "We Live As One" y está interesada en Wren.[20]
- Lovell Adams-Gray como Peter Broome, uno de los cinco monitores del antiguo campamento relacionados con la desaparición de Talvinder.
- Paula Brancati como Dawn Duguin, una de las cinco monitores del antiguo campamento relacionados con la desaparición de Talvinder.
- Jim Watson como Noah Jenkins, uno de los cinco monitores del antiguo campamento relacionados con la desaparición de Talvinder.
- Christopher Jacot como Antoine, esposo de Renée y fundador de la secta "We Live As One", instalada en el antiguo campamento. Es homosexual.
- Paulino Nunes como Mark Rankin, miembro de la secta "We Live As One".
- Joanne Vannicola como Renée, la esposa de Antoine y fundadora de la secta "We Live As One". Es lesbiana.
- Ty Olsson como Glenn Morgan/Benny Ironside, el cocinero de la secta "We Live As One" y miembro de ella.
- Madison Cheeatow como Keira, enfermera y miembro de la secta "We Live As One".
- Melinda Shankar como Talvinder Gill, conserje hindú del antiguo campamento, asesinada por Peter, Dawn, Andi, Noah y Susan.
- Kaitlyn Leeb como Susan Lam, una de los cinco monitores del antiguo campamento relacionados con la desaparición de Talvinder.
- Rebecca Liddiard como Andi Criss, una de los cinco monitores del antiguo campamento relacionados con la desaparición de Talvinder.
- Sebastian Pigott como Wren, miembro de la secta "We Live As One" que está supuestamente interesado en Judith.

#### Recurrentes
- Jefferson Brown como Gene, vecino y amigo de la secta "We Live As One".
- Dean McDermott como Alan, un hombre del pasado Mark.
- Simu Liu como Luke, marido de Susan
- Luke Humphrey como Glenn Morgan, excompañero de cárcel de Benny a quien le robó la identidad para ir a la secta.
- Sophia Walker como Megan, una mujer que se encuentra con los crímenes mientras hacía la ruta de invierno por la zona.
- Kimberly-Sue Murray como Janice, novia de Gene.
- Kyle Buchanan como Simon, marido de Andi.

### Tercera temporada: Solsticio

#### Principales
- Baraka Rahmani como Saadia Jalalzai, adolescente musulmana perteneciente al bloque de edificios donde actúa El Druida.
- Salvatore Antonio como Ángel López, un hombre homosexual perteneciente al bloque de edificios donde actúa El Druida.
- Lisa Berry como Roberta Hanson, detective en el caso de El Druida.
- Paula Brancati como Violet Lickers-Dimashke, una bloguera e influencer perteneciente al bloque de edificios donde actúa El Druida, mujer de Joe.
- Gabriel Darku como Connor Rijkers, hermano de Jen perteneciente al bloque de pisos donde actúa El Druida.
- Dean McDermott como Dan Olensky, hombre alcohólico perteneciente al bloque de edificios donde actúa El Druida y padre de Cassidy.
- Erin Karpluk como Kylie Greenberg, profesora en el instituto perteneciente al bloque de pisos donde actúa El Druida.
- Mercedes Morris como Jennifer "Jen" Rijkers, adolescente perteneciente al bloque de edificios donde actúa El Druida y amiga de Saadia.
- Ilan Muallem como Joe Dimashke, marido de Violet y amante de Angel, perteneciente al bloque de edificios donde actúa El Druida.
- Rosie Simon como Amy Chao, novia de Xander perteneciente al bloque de edificios donde actúa El Druida.
- Joanne Vannicola como Amber Ciotti, una mujer trastornada perteneciente al bloque de edificios donde actúa El Druida, viuda de Justine.
- Paulino Nunes como Frank Dixon, hombre maltratador perteneciente al bloque de edificios donde actúa El Druida, marido de Kate y padre de Erica.
- Jim Watson como Alexander "Xander" Lemmon, dueño de la cafetería del barrio perteneciente al bloque de pisos donde actúa El Druida.

#### Recurrentes
- Robert Cormier como Kit Jennings, primera víctima del bloque de apartamentos de El Druida durante el solsticio de verano un año atrás.
- Bill Moseley como Hombre sin hogar.
- Genevieve DeGraves como Cassidy Olensky, adolescente perteneciente al bloque de edificios donde actúa El Druida e hija de Dan.
- Rebecca Amzallag como Beth, profesora de Saadia, Cassidy y Jen.
- Marie Ward como Kate Dixon, mujer de Frank, perteneciente al bloque de edificios donde actúa El Druida.
- Ishan Davé como Pujit Singh, detective del caso de El Druida.
- Patrice Goodman como Justine Rijkers, madre de Jen y Connor y esposa de Amber, se suicidó poco después del asesinato de Kit.
- Landon Norris como Charlie, un compañero de clase de Saadia, Jen y Cassidy.
- Tiio Horn como Lucie Cooper, patóloga que investiga las causas de muerte de los asesinados.
- Romy Weltman como Erica Dixon, adolescente perteneciente al bloque de edificios donde actúa El Druida, hija de Frank y Kate y amiga de Cassidy.
- Jefferson Brown como Wyatt, novio de Noelle.
- Saad Siddiqui como Azlan Jalalzai, padre de Saadia.
- Dalal Badr como Farishta Jalazai, madre de Saadia.
- Paniz Zade como Noelle Samuels, amiga de Kit.

### Cuarta temporada: Carne y sangre

#### Principales
- A.J. Simmons como Vincent Galloway, hijo gemelo de Florence que fue secuestrado cuando era niño. En flashbacks, el joven Vincent es interpretado por Judah Davidson.
- Alex Ozerov como Theo Galloway, hijo gemelo de Florence. En flashbacks, el joven Theo es interpretado por Joshua Reich.
- Chris Jacot como Seamus Galloway, el hijo mayor de Spencer, esposo de Christy y padre adoptivo de Aphra.
- Jeananne Goossen como la Dra. Persephone Trinh, la médica de Spencer.
- Maria del Mar como Annette Galloway, la primera esposa de Spencer y Seamus y la madre de Florence.
- Paula Brancati como Christy Martin, la esposa de Seamus y madre adoptiva de Aphra.
- Rachael Crawford como Grace Galloway, la segunda esposa de Spencer y madre de su hijo Jayden.
- Sabrina Grdevich como Florence Galloway, la hija de Spencer y madre de Theo, O'Keeffe y Vincent.
- Sydney Meyer como Livinia "Liv" Vogel, la hija de Brigit. En flashbacks, la joven Liv es interpretada por Soreya Darra.
- Patrick Garrow como Ray Craft, un artista, el padre de O'Keefe.
- David Cronenberg como Spencer Galloway, el patriarca de la familia Galloway que reúne a sus parientes en su apartada isla para que puedan competir por su fortuna.

#### Recurrentes
- Breton Lalama como O’Keeffe Craft, el niño no binario de Florence.
- Corteon Moore como Jayden Galloway, el hijo de Spencer y su segunda esposa Grace. En flashbacks, el joven Jayden es interpretado por Tau Sterling.
- Jefferson Brown como Merle, un marinero que escolta a la familia Galloway a la isla.
- Nataliya Rodina como Aphra Galloway, la hija adoptiva de Seamus y Christy que sufre de un desorden alimenticio llamado Pica.
- Patrice Goodman como Birgit Vogel, la ama de llaves de la familia Galloway y madre de Liv.

### Quinta temporada: Destripador
- Eric McCormack como Basil Garvey, un magnate carismático y despiadado.

## Episodios
| Temporada | Temporada | Título          | Episodios | Episodios | Emisión original      | Emisión original         | Emisión original |
| Temporada | Temporada | Título          | Episodios | Episodios | Primera emisión       | Última emisión           | Cadena           |
| --------- | --------- | --------------- | --------- | --------- | --------------------- | ------------------------ | ---------------- |
|           | 1         | The Executioner | 8         | 8         | 4 de marzo de 2016    | 15 de abril de 2016      | Chiller          |
|           | 2         | Guilty Party    | 8         | 8         | 17 de octubre de 2017 | 17 de octubre de 2017    | Netflix          |
|           | 3         | Solstice        | 8         | 8         | 23 de mayo de 2019    | 23 de mayo de 2019       | Netflix          |
|           | 4         | Flesh & Blood   | 8         | 8         | 12 de agosto de 2021  | 16 de septiembre de 2021 | Shudder          |
|           | 5         | Ripper          | 8         | 8         | 6 de abril de 2023    | 11 de mayo de 2023       | Shudder          |

## Desarrollo y producción
Aaron Martin se inspiró para escribir Slasher después de su trabajo en la primera temporada de la serie médica Saving Hope, incluyendo su escritura en dos episodios en los que, en sus palabras, "la gente se procede al picado." Martin escribiría el primer episodio de Slasher como un guion de especulación, con dos intenciones para hacerlo: Para ofrecer a los estudios prospectivos, y para mostrar un estilo de escritura que era diferente de su anterior trabajo (por ejemplo, Saving Hope, Degrassi: la nueva generación, Being Erica). Aunque el guion no ha recibido un interés inmediato, Shaftesbury Films descubriría y la opción a las emisoras potenciales. El guion podría aterrizar en la red prima canadiense Super Channel, que, despertó su interés en parte por Slasher, un formato de extremo fijo, ordenada como una serie. La red Chiller, que se especializa en el género de terror/suspenso, se uniría a la producción en algún momento después de Super Channel; Slasher sería la primera incursión como una serie original con guion.
Un primer tráiler de la serie fue lanzado el 26 de noviembre de 2015.
A diferencia de la mayoría de series de televisión que filman sus episodios en orden, Slasher, bajo la dirección de Craig David Wallace, recibió un rodaje como si se tratara de una película de "gran tamaño": escenas de múltiples episodios fueron rodados al mismo tiempo, con la disponibilidad de El calendario fuera de orden permitió a los actores conocer los destinos de sus personajes, especialmente aquellos que tuvieron que filmar sus escenas de muerte un día, pero regresar más tarde a filmar escenas anteriores según sea necesario. Como ejemplo de esto, Martin citó el primer día de Mark Ghanimé en el set, cuando su personaje, Justin Faysal, fue visto en un ataúd para una escena temprana en el tercer episodio de Slasher (la muerte de Justin, que tuvo lugar en el episodio 2, sería filmado más tarde).

### Filmación
Fue filmado entre julio y octubre de 2015 en Sudbury, Parry Sound y Sault Ste. Marie, Ontario. El 1 de mayo de 2017, Slasher comenzó el rodaje de su segunda temporada en Orangeville, Ontario, Canadá.

## Recepción
Slasher ha recibido una opinión positiva. Zap2it llama la serie "un montón de diversión" y "algo para todos", alabando la naturaleza antología de la serie, su elenco de personajes, trama, giros de la trama y la violencia sangrienta. Bloody Disgusting galardona el espectáculo de cuatro cráneos de cinco, alabando a Katie McGrath como una gran "protagonista y la posible última chica" y la decisión de elegir un elenco de adultos, en lugar de los adolescentes, con bien desarrollados personajes y una  presentación "decididamente clásico". Con motivo del estreno de Slasher en Super Channel, John Doyle de The Globe and Mail, mientras comentaba que "no es una obra maestra del terror, ni estaba destinado a ser," llamó al programa "muy bien elaborado", alabando su "reparto excepcional" y el ritmo apretado, y tomando nota de los aficionados al terror sangriento apreciarán sus escenas sangrientas.

### Premios y nominaciones
| Año  | Premio                            | Categoría                                                                                         | Nominación(es) | Resultado |
| ---- | --------------------------------- | ------------------------------------------------------------------------------------------------- | -------------- | --------- |
| 2017 | 5th Annual Canadian Screen Awards | Mejor película para televisión o serie limitada                                                   | Slasher        | Nominada  |
| 2017 | 5th Annual Canadian Screen Awards | Mejor Dirección Dramática de un Programa o Serie Limitada                                         | Slasher        | Nominada  |
| 2017 | 5th Annual Canadian Screen Awards | Mejor Guion Dramática de un Programa o Serie Limitada                                             | Slasher        | Nominada  |
| 2017 | 5th Annual Canadian Screen Awards | Mejor Interpretación por un Actor en un Papel Principal Dramático de un Programa o Serie Limitada | Steve Byers    | Nominado  |
| 2017 | 5th Annual Canadian Screen Awards | Mejor Interpretación por una Actriz en un Papel Añadido Dramático de un Programa o Serie Limitada | Wendy Crewson  | Ganadora  |

## Transmisión internacional
Desde el 25 de mayo de 2016, la temporada completa de Slasher ya está disponible en Netflix en Estados Unidos.